# Alloschmidia
Genre
Classification phylogénétique
Espèces de rang inférieur
- Alloschmidia glabrata

Alloschmidia est un genre de la famille des Arecaceae (Palmiers) comprenant une seule espèce Alloschmidia glabrata.
Selon Plants of the World Online, le nom est synonyme de Basselinia.

## Classification
- Sous-famille des Arecoideae
  - Tribu des Areceae
    - Sous-tribu des Basseliniinae

## Espèces
- Alloschmidia glabrata